# Tre Deckare löser Viskande mumiens gåta
Alfred Hitchcock och Tre Deckare löser Viskande mumiens gåta (originaltitel Alfred Hitchcock and the Three Investigators in The Mystery of the whispering mummy) är den tredje delen i den fristående Tre deckare-serien. Boken är skriven av Robert Arthur 1965 och utgiven på svenska 1967 av B. Wahlströms bokförlag med översättning av Christine Samuelson.

## Handling
Egyptologen professor Yarborough får tillgång till mumien efter Ra-Orkon, som han var med och hittade för tjugofem år sedan. När han undersöker mumien hör han hur den tyst viskar till honom och han kontaktar Tre Deckare för att ta reda på vad som pågår. Snart får de dessutom kontakt med Hamid av huset Hamid, som hävdar att Ra-Orkon är hans förfader och via ett medium har han fått uppdrag att föra hem mumien till sitt hemland igen. Som sidouppdrag har Deckarna tagit på sig att försöka hitta Mrs Banfrys försvunna katt Sfinx, något som visar sig ha kopplingar till den viskande mumien.